# Liste der Wappen der Bezirksgemeinschaft Salten-Schlern
Die Liste der Wappen der Bezirksgemeinschaft Salten-Schlern beinhaltet alle in der Wikipedia gelisteten Wappen der Bezirksgemeinschaft Salten-Schlern in Südtirol in Italien. In dieser Liste werden die Wappen mit dem Gemeindelink angezeigt.

## Wappen der Bezirksgemeinschaft Salten-Schlern
Die Wappen der Bezirksgemeinschaft Salten-Schlern

Deutschnofen
Jenesien
Karneid
Kastelruth
Mölten
Ritten
St. Christina in Gröden
St. Ulrich in Gröden
Sarntal
Tiers
Völs am Schlern
Welschnofen
Wolkenstein